# کاندیا فورکورنرز (نیوهمپشایر)
کاندیا فورکورنرز (به انگلیسی: Candia Four Corners) یک منطقهٔ مسکونی در ایالات متحده آمریکا است که در شهرستان راکینگهام، نیوهمپشایر واقع شده‌است. کاندیا فورکورنرز ۱۵۰٫۸۸ متر بالاتر از سطح دریا واقع شده‌است.